# Adelheid Schulz
Adelheid Schulz (Lörrach, 31 maart 1955) is een voormalige Duitse terroriste en voormalig lid van de Rote Armee Fraktion (RAF).
Begin jaren zeventig deelde ze een appartement in Karlsruhe met Günter Sonnenberg, Christian Klar en Knut Folkerts, die later allen als RAF-terroristen zouden worden veroordeeld.
In juli 1977 huurde Schulz onder valse naam een woning in de buurt van het landgoed van Jürgen Ponto, voorzitter van de raad van bestuur van de Dresdner Bank. De villa werd vanuit het appartement in de gaten gehouden. Ponto werd uiteindelijk op 30 juli door de RAF vermoord.
In het najaar van 1977 was Schulz betrokken bij de planning van de ontvoering van de voorzitter van de Duitse werkgeversbond, Hanns-Martin Schleyer. Tijdens de overval op Schleyer en zijn begeleiders maakte Schultz deel uit van de telefoonketen die de route van de wagens aan de vier schutters doorgaf.
Op 1 november 1978 was ze met Rolf Heißler of Christian Klar (wie van deze twee het was is nooit terdege vastgesteld) betrokken bij een schietpartij met Nederlandse douaneambtenaren in de Nieuwstraat in Kerkrade. Bij de schotenwisseling werden twee ambtenaren gedood.
Op 11 november 1982 werd Schulz met Brigitte Mohnhaupt in het bos Heusenstamm, in de buurt van het Duitse Offenbach gearresteerd. Drie jaar later werd ze tot een levenslange gevangenisstraf veroordeeld voor onder andere de moord op Schleyer. In 1994 volgde een verdere moordaanklacht in samenhang met de schietpartij aan de Nederlandse grens. Door getuigenissen van, in de voormalige DDR, ontmaskerde RAF-terroristen kon Schulz hiermee in verband worden gebracht. Na 16 jaar gevangenisstraf werd Adelheid Schulz, rekening houdend met haar slechte gezondheid, in oktober 1998 voorlopig vrijgelaten. Op 26 februari 2002 verleende de Duitse bondspresident Johannes Rau haar gratie.